# Provola affumicata
La provola affumicata è una provola, prodotta in Campania, aromatizzata dal fumo di paglia umida che le conferisce un colore bruno.
È riconosciuta come prodotto agroalimentare tradizionale della regione Campania.